# Agroeca flavens
Agroeca flavens är en spindelart som beskrevs av O. Pickard-Cambridge 1885. Agroeca flavens ingår i släktet Agroeca och familjen månspindlar. Inga underarter finns listade i Catalogue of Life.